# Station Hrubieszów Towarowy
Station Hrubieszów Towarowy is een spoorwegstation in de Poolse plaats Hrubieszów.